# Ioánnis Andréou
Pour les articles homonymes, voir Andréou.
Ioánnis Andréou (en grec moderne : Ιωάννης Ανδρέου) est un nageur grec. 
Il remporte une médaille d'argent olympique dans l'épreuve de 1 200 m nage libre aux Jeux olympiques d'été de 1896 à Athènes.